# Andrena critica
Andrena critica är en biart som beskrevs av Mitchell 1960. Andrena critica ingår i släktet sandbin, och familjen grävbin. Inga underarter finns listade i Catalogue of Life.